# Vulcanismo en Venus

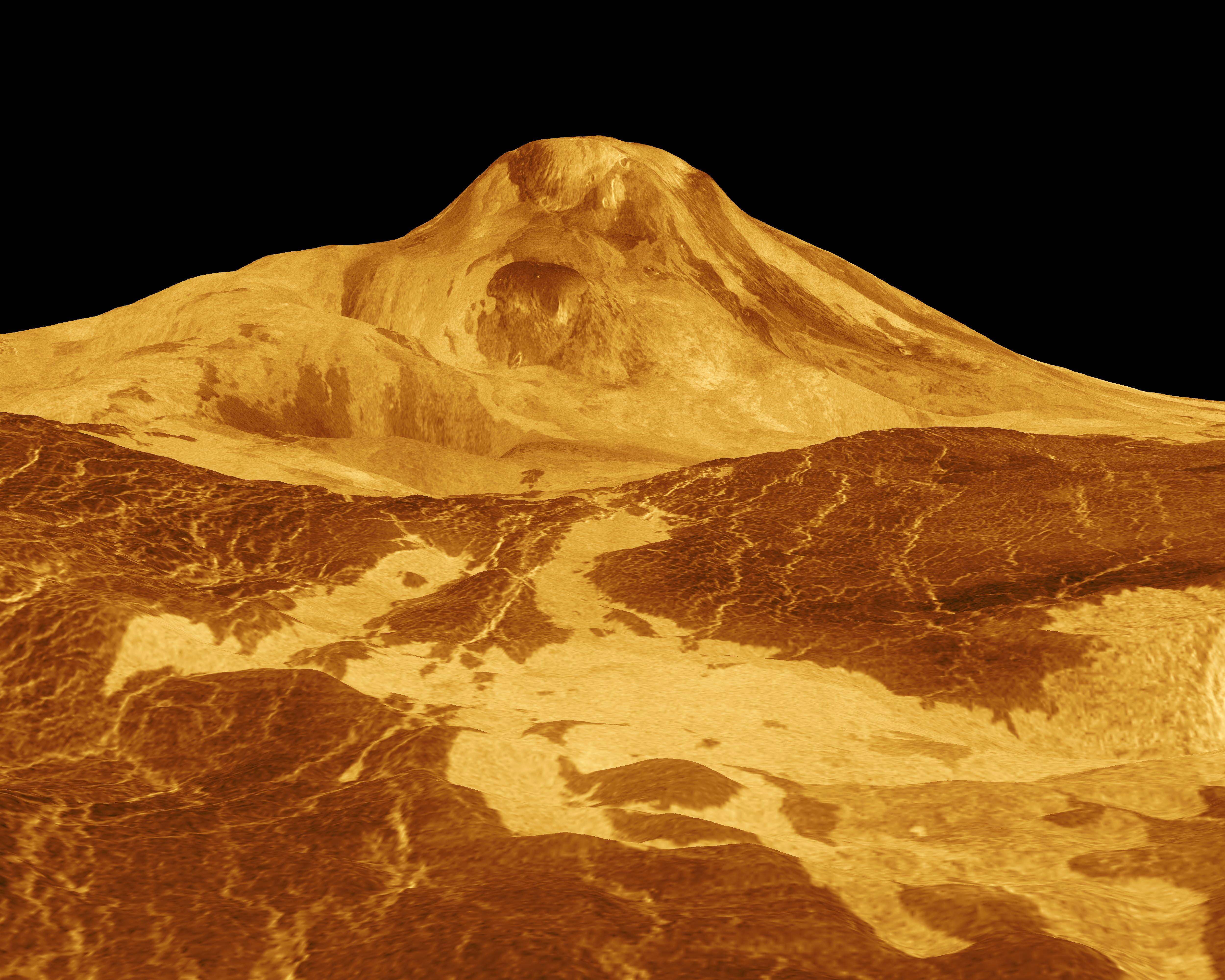
El volcán Maat Mons, con una altura de 8 km. Reconstitución en tres dimensiones del Maat Mons a partir de los datos radar y altimétricos de la sonda Magallanes. La amplitud de los relieves está ampliada 22,5 veces.

La superficie de Venus está dominada por un intenso vulcanismo y produce más volcanes que los demás planetas del sistema solar. Tiene una superficie compuesta al 90 % de basalto, y aproximadamente el 80 % del planeta está constituido por un mosaico de rocas volcánicas y de llanuras de lava, que indica que el vulcanismo ha jugado un papel importante en la formación de su superficie.
Los científicos opinan que el planeta ha tenido que conocer una gran renovación casi completa de su superficie hace aproximadamente de 300 a 500 millones de años, según la densidad de las cráteres de impacto sobre la superficie. La ausencia de tectónica de placas sugiere que el calor se acumula periódicamente bajo la corteza. Cuando la presión resulta demasiado fuerte, cada algunos centenares de millones de años, el planeta entra en una erupción generalizada, liberando enormes cantidades de lava, comenzando entonces la renovación de la superficie.
Aunque hay más de 1600 principales volcanes en Venus, no se conoce ninguno que esté activo actualmente; la mayoría están apagados desde hace mucho tiempo. El volcán más elevado del planeta es el Maat Mons, del que no se ha confirmado ninguna erupción. Más recientemente sin embargo, las observaciones detalladas de la sonda europea Venus Express han aportado pruebas de puntos calientes activos y de coladas de lava a más de 800 °C en la región de Ganiki Chasma, así como de fuerte variaciones de dióxido de azufre atmosférico atribuibles a un importante vulcanismo.

## Puesta de manifiesto
En 1991, los radares de la sonda Magallanes revelaron una topografía característica (escudos, calderas, coladas solidificadas y una relativa ausencia de cráteres), prueba de una actividad volcánica importante en Venus desde hace menos de 500 millones de años.
En 2010, S. E. Smrekar y sus colegas anunciaron el descubrimiento de tres volcanes con actividad reciente (menos de 2,5 millones de años), de los que el Idunn Mons podría tener coladas de lava con una antigüedad de diez mil años, gracias al instrumento generador de imágenes espectral infrarrojas VIRTIS embarcado a bordo de la sonda Venus Express.
En 2012, una fuerte variabilidad del dióxido de azufre atmosférico, en el tiempo y en el espacio, está puesta de manifiesto a partir de las observaciones de las sondas Pioneer en 1970-1980 y de Venus Express. Estas variaciones no parece poder explicarse más que por un vulcanismo activo o por oscilaciones de la atmósfera todavía no comprendidas.
En 2014, la 45.º la Conferencia sobre la ciencia lunar y planetaria presentó una primera observación de un vulcanismo actual en el planeta. Efectivamente, gracias a su VMC (Venus Monitoring Camera) y por medio de observaciones efectuadas los 22 y 24 de junio de 2008 y después el 13 de octubre del mismo año, la sonda europea Venus Express habría detectado actividades luminosas efímeras en la región de Ganiki Chasma. Se trata de una red de fracturas contiguas a la llanura de Ganiki, y situada no lejos de los grandes volcanes Ozza Mons y Maat Mons. Realizadas en una longitud de onda de un micrómetro, estas detecciones ponen de manifiesto temperaturas del suelo anormalmente elevadas, en el seno de una grieta localizada en una región bastante joven, que puede ser debidas a una erupción o una colada de lava. La naturaleza de estas actividades no ha sido sin embargo formalmente identificada y pueden igualmente ser debidas a la atmósfera del planeta.
En junio de 2015, Venus llegó oficialmente a ser el segundo planeta activo del sistema solar. Retomando los datos de 2008 del instrumento VIRTIS embarcado a bordo de la Venus Express, un equipo alemán aportó la prueba de un vulcanismo activo en el planeta. Su artículo detalla la observación de tres puntos calientes nuevamente en la región de Ganiki Chasma. Esta vez, las contribuciones infrarrojas procedentes del suelo y aquellas cuya procedencia eran de las nubes fueron distinguidas correctamente. Los puntos calientes descubiertos estaban presentes en varios registros, lo que excluye una medida aleatoria o un fenómeno atmosférico. Muy superior a la del suelo (460 °C de media), la temperatura de los puntos calientes se elevaba a 830 °C. Sobre la Tierra las coladas de lava tienen una temperatura comprendida entre 700 y 1200 °C.

## Características
La superficie de Venus posee :
- Volcanes escudo. En Venus, donde no hay  placas tectónicas o agua de mar, los volcanes son de tipo escudo. Sin embargo, la morfología de los volcanes escudo de Venus es diferente: en la Tierra, los volcanes escudo pueden medir algunas decenas de kilómetros de ancho y hasta 10 kilómetros  de altura (en el caso del Mauna Kea y medidos a partir del fondo oceánico). En Venus, estos volcanes pueden cubrir centenares de kilómetros, pero son relativamente planos, con una altura media de 1,5 kilómetros.
- Coladas de lava generalizadas (llanuras de lavas).
- Volcanes no habituales llamados literalmente, cúpula en crêpe o crêpes, pancake domes en inglés. Es una forma de vulcanismo típica de Venus. Son cúpulas en forma de tortas, de diámetro de aproximado de 25 km con una altitud máxima de 750 m m. Se habrían formado por erupciones de lava viscosa, que no puede fluir hasta lejos del volcán, rica en sílice, bajo la fuerte presión atmosférica de Venus, tal vez durante varias erupciones sucesivas, cada una aumentando un poco la altitud, y obstruyendo la chimenea.

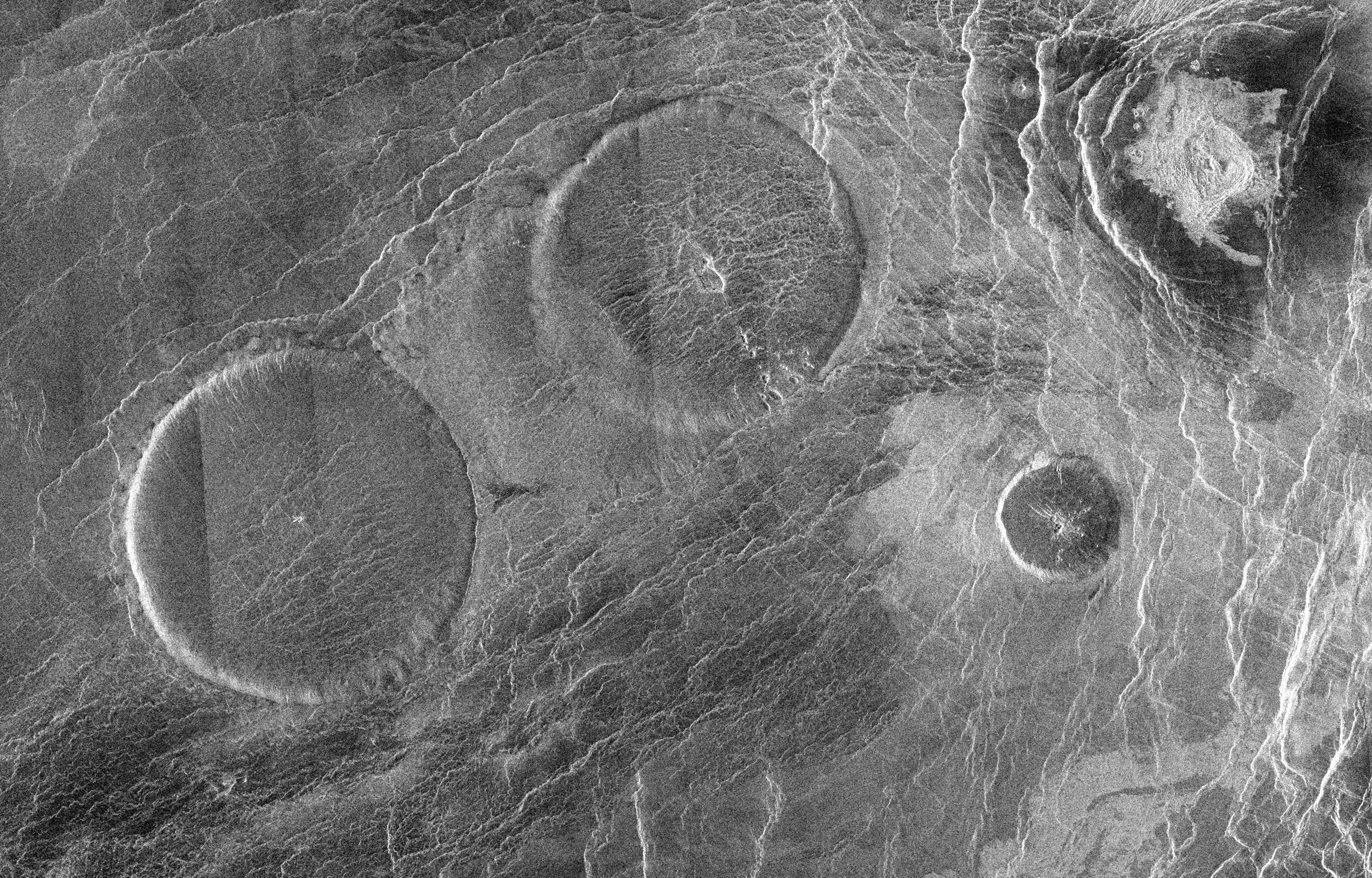
Imagen Radar sobre 65km de anchura de cúpulas en crêpes en la región Eistla Venus.
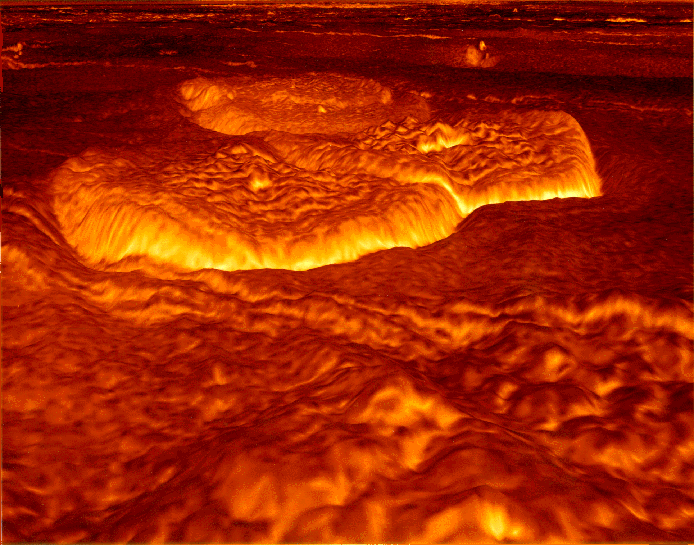
Vista en perspectiva por computador de cúpulas en crêpe en Venus (Alpha Regio).

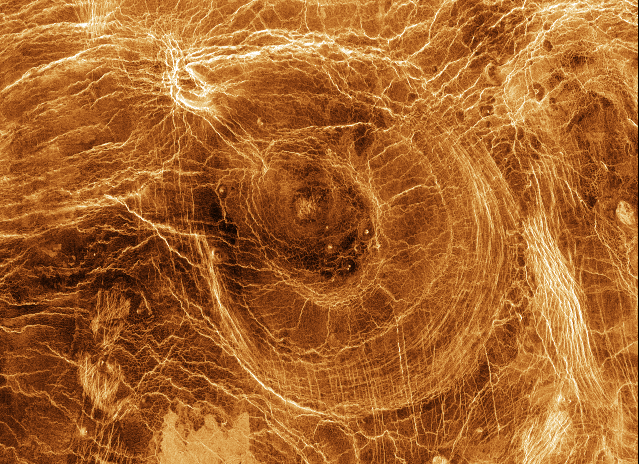
Aracnoides en la superficie de Venus.

* En Corona. Es una definición creada por investigadores soviéticos, para designar estructuras elípticas observadas en las imágenes de las sondas Venera 15 y 16. El centro es más o menos irregular. Identificadas por anillos concéntricos de surcos separados por  elevaciones. Se pueden contar hasta 12 surcos en torno a una corona. Estas son estructuras típicas de Venus, raras en las tierras bajas, frecuentes en las llanuras con valles. Se han contado hasta 176 coronas, cuyos diámetros van de 60 a 2 000 km, el diámetro medio es de 250 km , y cubren unos 49 000 km². La anchura del anillo va de 10 a 150 km km. Las coronas están bastante bien repartidas en el planeta, pero siguen siendo una agrupación entre Afrodita Enterró (Atla Regio) y el grupo Beta, Phoebe y Themis Regiones.
- Otras características únicas de la superficie de Venus, las Novas (novae) (redes radiales de Dyke o Grabens) y las Arachnoides (estructuras análogas a la precedente : La corteza se fractura en torno a una corona, en numerosos Grabens radiales. Una nova  se forma cuando grandes cantidades de magma son extruidos sobre la superficie para formar las crêtes y las arrugas que son muy reflectantes para los radares. Forman una cobertura simétrica en torno a un punto central de donde la lava emerge, y donde puede existir una depresión causada por el derrumbamiento de la cámara magmática. Los Arachnoides (cuyos diámetros puede alcanzar varios centenares de km) son llamados así porque se parecen a una tela de araña, con varias óvalos concéntricos rodeados por una cobertura compleja de fracturas radiales similares a las de una nova. No se sabe si éstas comparten un origen común, o son el resultado de diferentes procesos geológicos.
- Los « tic-like » ,  estructuras que no están presentes en la Tierra, llamadas también en ingleses Scalloped margin dome. Son comúnmente llamados  tiques, porque aparecen como cúpulas con numerosas ramas. Se piensa que han sufrido movimientos tales como corrimientos de tierra. A veces, están dispersos en torno a ellos depósitos de restos.